# Songs from a Secret Garden
Songs from a Secret Garden es el primer álbum internacional de Secret Garden, publicado en 1996.
En la gira de promoción del primer álbum, Fionnuala Sherry tuvo un accidente que casi termina con su carrera. Después de caer por una escalera, se rompió el hombro por dos sitios. Con dos operaciones quirúrgicas, sesiones de fisioterapia infinitas, y una abrazadera metálica, fue capaz de tocar otra vez.

## Lista de canciones
Todas las canciones y arreglos fueron realizados por Rolf Løvland excepto la primera que fue por Petter Skavlan y la cuatro por David Agnew

| N.º | Título                      | Duración |  |
| 1.  | «Nocturne»                  | 3:11     |  |
| 2.  | «Pastorale»                 | 3:47     |  |
| 3.  | «Song from a Secret Garden» | 3:32     |  |
| 4.  | «Sigma»                     | 3:05     |  |
| 5.  | «Papillon»                  | 3:22     |  |
| 6.  | «Serenade to Spring»        | 3:12     |  |
| 7.  | «Atlantia»                  | 2:56     |  |
| 8.  | «Heartstrings»              | 3:22     |  |
| 9.  | «Adagio»                    | 2:51     |  |
| 10. | «The Rap»                   | 2:31     |  |
| 11. | «Chaconne»                  | 3:25     |  |
| 12. | «Cantoluna»                 | 3:29     |  |
| 13. | «Ode to Simplicity»         | 3:53     |  |

## Intérpretes
| Instrumento                          | Músico                                          |
| ------------------------------------ | ----------------------------------------------- |
| Violín                               | Fionnuala Sherry                                |
| Teclados y Piano                     | Rolf Løvland                                    |
| Teclados                             | Bjørn Ole Rasch                                 |
| Teclados                             | Jon Kjell Seljeseth                             |
| Guitarra y Mandolina                 | Des Moore                                       |
| Arpa                                 | Andrea Marlish                                  |
| Gaita (Uilleann pipe) y Silbato Bajo | Davy Spillane (canciones: 2, 4, 7 10 & 11)      |
| Silbato y Silbato Noruego            | Hans Fredrik Jacobsen (canciones: 1, 6-7 & 10)  |
| Nyckelharpa                          | Asa Jinder (canciones: 1, 7 & 10)               |
| Oboe y Corno Inglés                  | David Agnew (canciones: 3, 9 & 11)              |
| Soprano (hombre)                     | Rhonan Sugrue (canción: 4)                      |
| Voces                                | Gunnhild Tvinnereim (canción: 1)                |
| Flauta                               | Deirdre Brady (canción: 5)                      |
| Clarinete                            | Jean Lechmar (canción: 12)                      |
| Percusión                            | Noel Eccles (canción: 10)                       |
| Coro                                 | Coro de Cámara Nacional de Irlanda (canción: 4) |
| Orquesta                             | RTÉ Concert Orchestra                           |